# Moskevská duchovní akademie
Moskevská duchovní akademie, někdy též Moskevská teologická akademie (rusky Московская духовная академия, zkr. МДА/MDA) je vysokoškolská instituce Ruské pravoslavné církve, jejímž cílem je školení duchovních, učitelů, teologů a zaměstnanců pro činnost pravoslavné církve. Mezi další obory akademie patří také výuka sbormistrovství a ikonopisectví.
Škola sídlí v objektu Trojicko-sergijevské lávry ve městě Sergiev Posad v Moskevské oblasti Ruské federace.
Počátky akademie sahají do roku 1742 a souvisí se seminářem Trojické lávry a se Slovansko-řecko-latinskou akademií, založenou v roce 1687. Činnost samotné Moskevské teologické akademie byla zahájena roku 1814 v renovovaných a upravených budovách semináře Trojické lávry. V roce 1913 jí byl při příležitosti oslav 300. výročí panování Romanovců udělen titul "imperiátorská". Po bolševické revoluci v roce 1919 byla škola uzavřena. Později byl v roce 1946 její provoz obnoven.

## Dějiny

### Seminář Trojické lávry
Seminář Trojické lávry byl založen v roce 1742 (výnosem carevny Anny Ivanovny z roku 1738) v objektu Trojicko-sergijevské lávry. Výuka začala 2. října 1742. Prvními učiteli byli Semjon Metenskij a Ivan Lelejatskij.
Zpočátku bylo vedení a péče o seminář svěřeno zástupci lávry.
Od roku 1742 bylo vedení semináře svěřeno zástupci Kirillovi Ivanoviči Pavlovskému (inspektor a výkonný ředitel).
Prvním prefektem (1745) a rektorem (1748) semináře byl jeromonach Afanasij (Volchovskij).
V roce 1814 byla na základě semináře Trojické lávry zřízena Moskevská teologická akademie.

### Slovansko-řecká latinská akademie

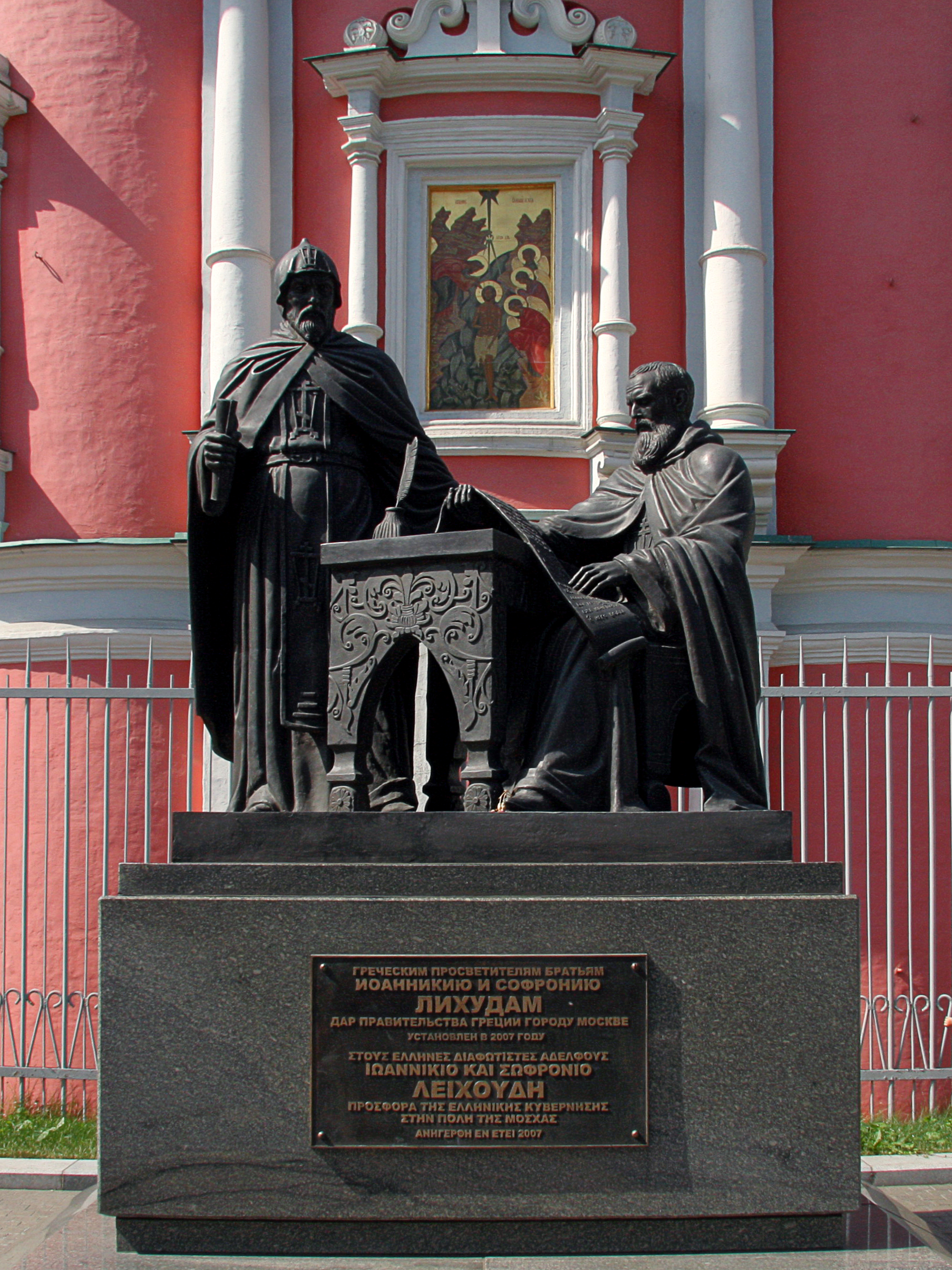
Památník bratřím Lichudům poblíž katedrály kláštera Zjevení Páně

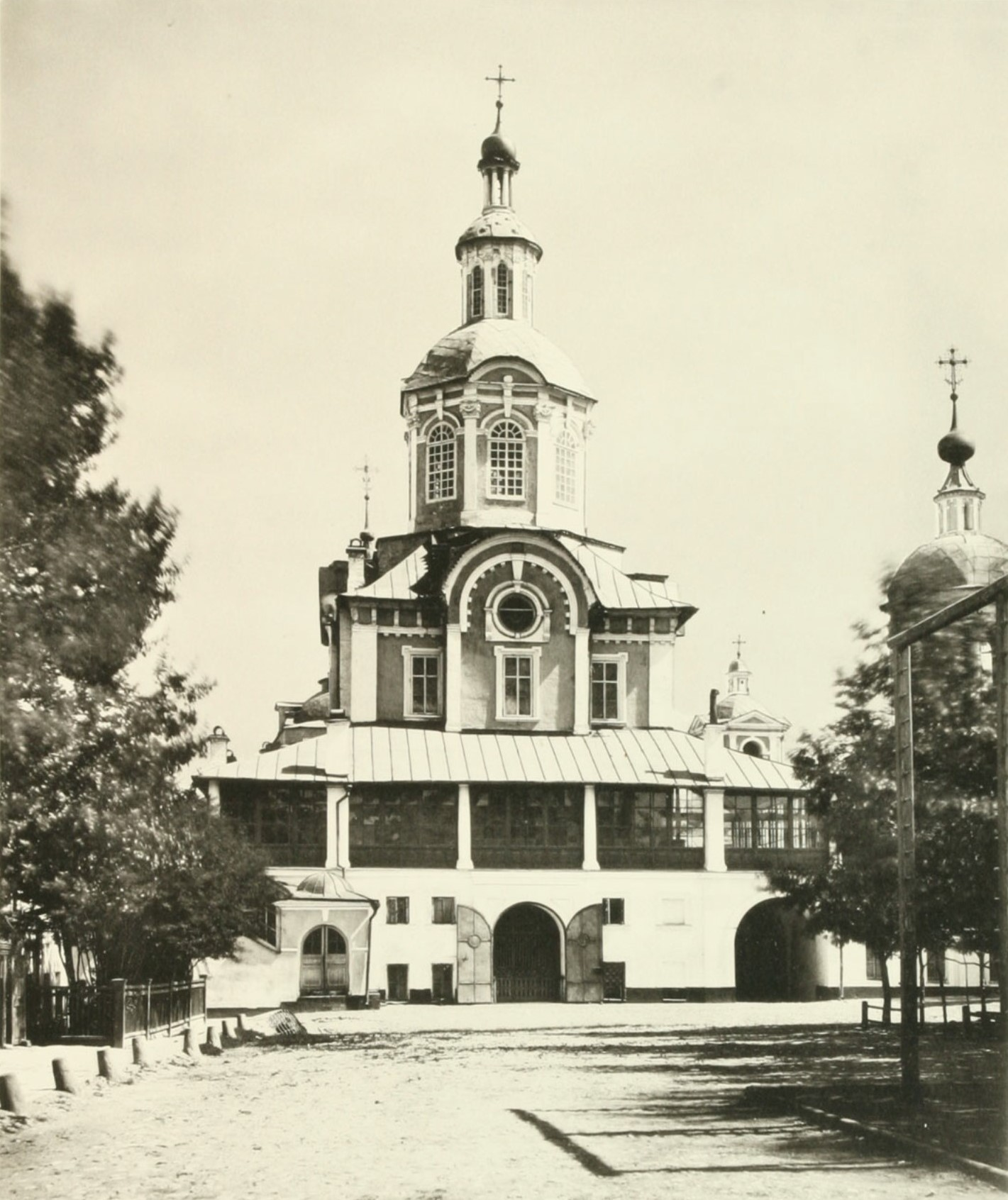
Zaikonospasský klášter v Moskvě

V roce 1685 na žádost cara Fjodora Alexejeviče do Moskvy přicestovali řečtí mniši Ioannikij a Sofronij Lichudové. Ti stáli u zrodu kláštera Zjevení Páně, poté založili Spasskou školu v Zaikonospasském klášteře, kde se vyučovala gramatika, poetika, rétorika, logika a fyzika v řečtina a latině. Na základě těchto škol vznikla slovansko-řecko-latinská akademie.
Studenti školy byli z řad duchovních, šlechty i prostých občanů, někdy pomocí donucovacích prostředků. Mezi studenty byli kněží, jáhni, duchovní a mniši. Nejtalentovanější z žáků absolvovali ročník ve věku 12–13 let, jiní stěží filozofické po dobu 15 let. Existovaly případy studentů, kteří studovali 20 let a po 10 let zůstávali stále v jednom ročníku.
Mnoho z vůdčích osobností 18. století bylo vzděláváno právě zde. Patřili mezi ně např. metropolita Gavriil (Petrov), Theofilakt (Gorskij), Nikolaj Bantyš-Kamenskij, kníže A. D. Kantemir, Kostrov, M. V. Lomonosov, Innokentij Irkutský ad.

### Moskevská teologická akademie (synodální období)
V roce 1814 byla akademie otevřena v Trojicko-sergijevské lávře ve speciálně upravených prostorách semináře Trojické lávry. Kromě samotných učitelů semináře Trojické lávry byli pozváni také tři učitelé slovansko-řecko-latinské akademie a osm učitelů z Petrohradské teologické akademie. První ročník moskevské teologické akademie tvořilo 70 studentů semináře Trojické lávry z Bethany, Jaroslavle, Rjazaně, Kalugy, Vladimiru, Vologdy, Kostromy, Tule a ze slovansko-řecko-latinské akademie. Nová akademie usilovně pracovala na rozvoji teologických, církevně-historických a filozofických věd a na překladech děl církevních otců do ruštiny. Tato díla byla publikována v akademickém časopise Díla svatých Otců a Přírůstky k Dílům svatých Otců “.
Akademie zůstala v Trojicko-sergievské lávře až do roku 1919: krátce po říjnové revoluci v říjnu 1917 byl klášter uzavřen a Akademie byla vyhoštěna ze svých prostor s vyvlastněním veškerého majetku. Akademie byla formálně převedena do Moskvy, kde se do konce dvacátých let konaly třídy se studenty „v soukromí“.

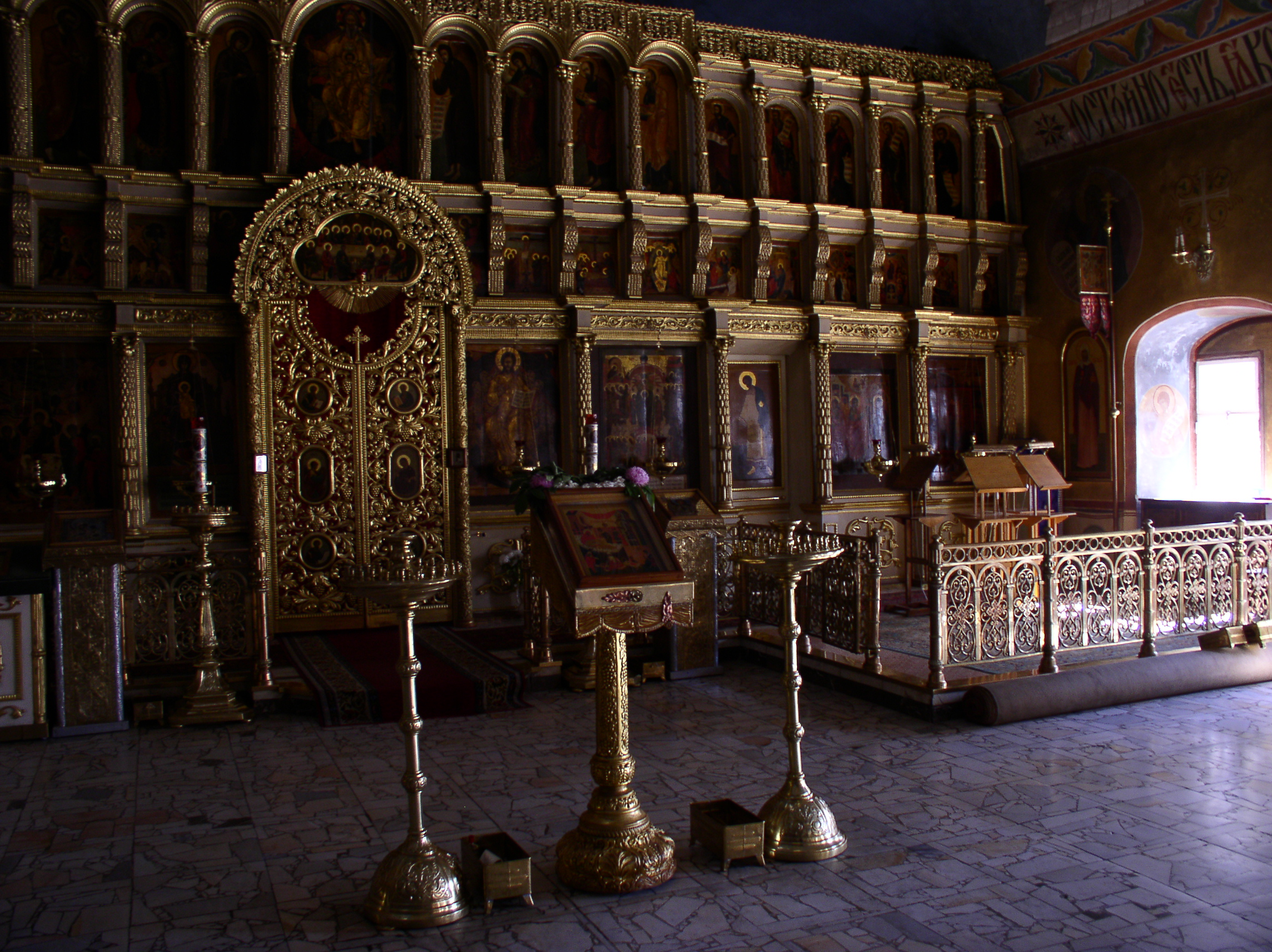
Interiér Pokrovského akademického kostela

#### Knihovna
Akademická knihovna obsahuje značné množství starých rukopisů, většinou slovanských.

## Struktura

#### Oddělení
1. Církevně-historické
2. Církevně-praktické
3. Teologické
4. Biblické